# Zapiekanka
La zapiekanka è un piatto tipico polacco, composto da una fetta di pane allungata farcita con funghi e formaggi e poi riscaldata.

## Descrizione
Una tipica zapiekanka è costituita da una mezza baguette tagliata longitudinalmente e di lunghe dimensioni (può arrivare a 50 cm di lunghezza). La zapiekanka viene di norma condita con funghi bianchi e formaggio; oltre a tali ingredienti può contenere una generosa quantità di ketchup, maionese o senape, verdure e/o carni. Ne esistono anche a base di prodotti ittici.
Esistono diversi condimenti della zapiekanka particolarmente conosciuti in tutto il paese:
- Diablo – con pancetta, cetrioli sottaceto e salsa piccante[2]
- Gypsy – con prosciutto e salsa agrodolce[2]
- Greca – con olive, feta e verdure[2]
- Hawaiana – con ananas e salsa barbecue[2]
- Dello studente – fatta con ingredienti a portata di mano in casa al momento[2][6]

## Etimologia e storia
La parola zapiekanka deriva dal verbo zapiekać, che indica un alimento arrostito o al forno. La parola viene anche usata in Polonia per indicare la maggior parte degli alimenti cotti al forno.
La zapiekanka iniziò a essere venduta nei chioschi a partire dagli anni settanta, quando la Polonia era sotto il dominio comunista; la facile reperibilità degli ingredienti di cui è composta, ovvero pane, formaggio, funghi e ketchup, contribuì al suo successo. La bruschetta mantiene tutt'oggi il suo status di cibo di strada. Oltre a essere un apprezzato street food, la zapiekanka viene oggi anche prodotta industrialmente in formato surgelato da cuocere in forno. La zapiekanka si è guadagnata il soprannome di "pizza polacca" a causa delle sue evidenti somiglianze con l'alimento italiano.